# دوين توماس
دوين توماس (بالإنجليزية: Duane Thomas)‏ (21 فبراير 1961 بديترويت في الولايات المتحدة - 13 يونيو 2000) هو ملاكم أمريكي، صنّف ضمن فئة الوزن المتوسط الخفيف ‏.

## روابط خارجية
- دوين توماس على موقع بوكس ريك (الإنجليزية) (registration required)